# Герб Ардатова
Герб Ардатова — официальный символ городского поселения Ардатов.
Герб городского поселения Ардатов утвержден решением Совета депутатов городского поселения Ардатов от 30 сентября 2011 года № 129 и внесен в Государственный геральдический регистр РФ под № 7286.

## Описание герба
"В серебряном поле на зеленой земле - две золотых копны сена".

## Обоснование символики и история герба

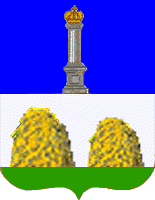
Герб Ардатова (1780)

В 1780 году было образовано Симбирское наместничество, село Ардатово перевели в разряд уездных городов — центр Ардатовского уезда. Городу был пожалован герб в соответствии с новым статусом. В указе императрицы о его утверждении дано такое описание городского символа:

В верхнем поле герб Симбирский, в нижнем поле «две копны сена в серебряном поле в знак великого изобилия сеном»

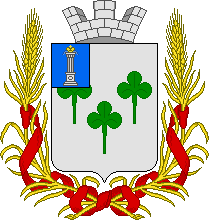
Проект герба Ардатова (1863)

В 1863 году разработан проект герба Ардатова: 

"В серебряном щите 3 зеленых трилистника: 2 и 1. В вольной части герб Симбирской губернии. Щит увенчан серебряной башенной короной и окружён золотыми колосьями, соединёнными Александровской лентой.